# ナガハシスミレ
ナガハシスミレ（長嘴菫、学名：Viola rostrata Pursh）は、スミレ科スミレ属に分類される多年草の1種。距がくちばし状に非常に細長く目立つことが特長で、和名（長嘴）と別名のテングスミレ（天狗）の由来となっている。

## 特徴
草丈は10 cm程度のものから立ち上がって20 cmほどになるものもある。全株無毛。束生するが花後に地下茎が長く伸びて大株となる。地下茎は木化、かたく、肥厚し、横たわり、分枝する。根生葉は円心形、急に尖り、長さ2-4 cm、基部は深い心形、縁の鋸歯は低く。茎葉の表面は濃緑色で、やや厚く光沢があり、越冬した根生葉は黒味を帯びる。葉柄は長さ2-5 cm。葉柄の付け根に托葉があり、狭卵状長楕円形で、長さ1 cm、幅の狭い裂片に羽裂し、乾くと赤褐色になる。

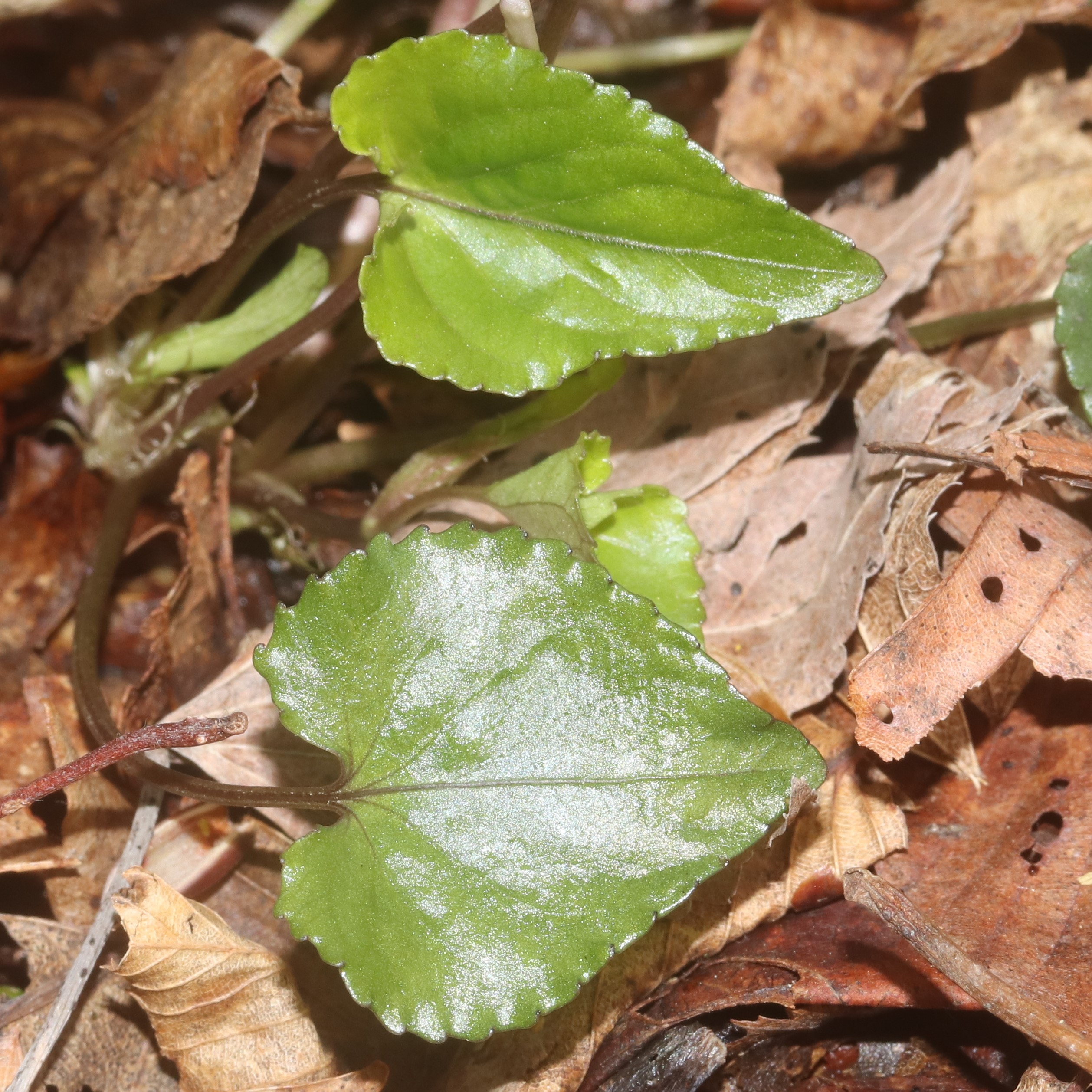
茎葉の表面は濃緑色で、やや厚く光沢があり、基部は深い心形

花柄は根生と茎上につく。花柄の上部に小苞がある。花は薄紫色か薄紅紫色（白花の品種のシラユキナガハシスミレもある）、タチツボスミレに比べて若干赤味が強く、直径1.5 cmほど、平たくてつぶれたような形になる。花の中心部には不鮮明な絞りが入るものが多い。萼片は広披針形。花弁は長さ12-14 mm、側弁は無毛、距は長さ10-30 mmで細長く、様々な方向に曲がっているものが多い。距の一部をかじって蜜を盗む昆虫が確認されておらず、この非常に長い距が盗蜜を防ぐのに役立っていると考えられている。1つの花当たりの花粉の数は開放花で3万-5万個に対して閉鎖花では1,000個程度で、他家受粉の意義が大きい。花期は4月上旬－5月下旬。

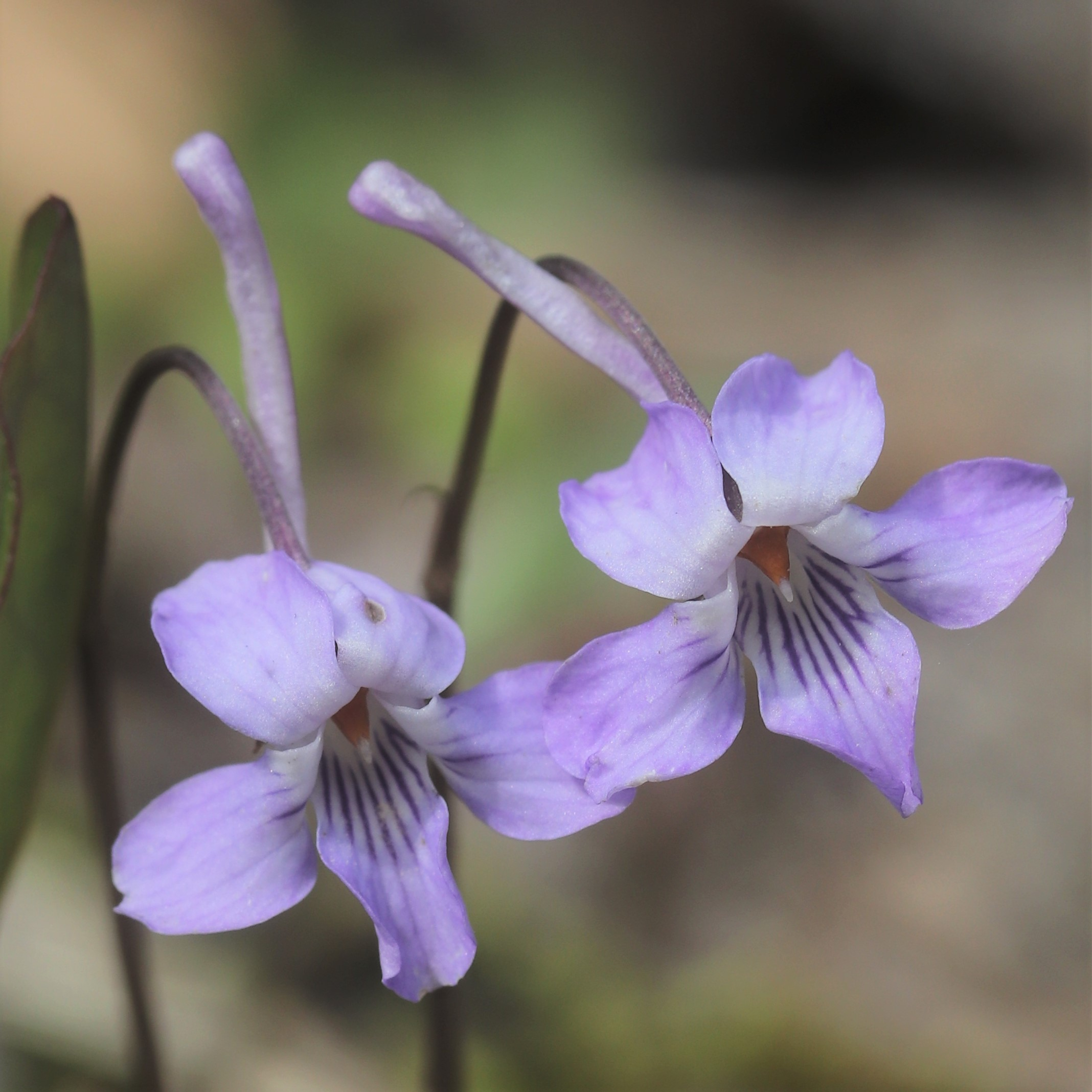
距は長さ10-30 mmで細長い
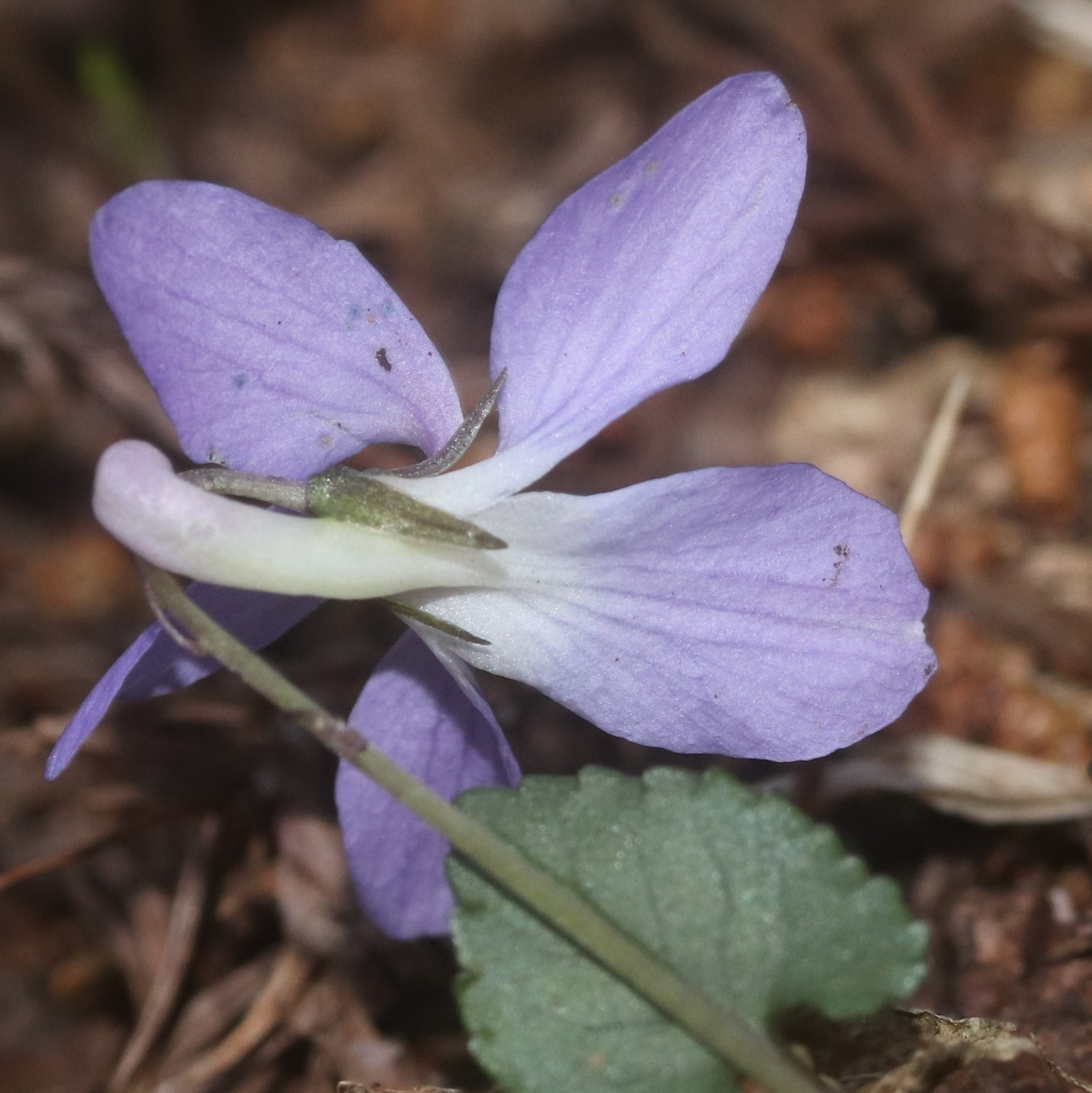
同類のタチツボスミレの距の長さは6-8 mm

## 分布と生育環境
北アメリカ東岸と日本に隔離分布している。

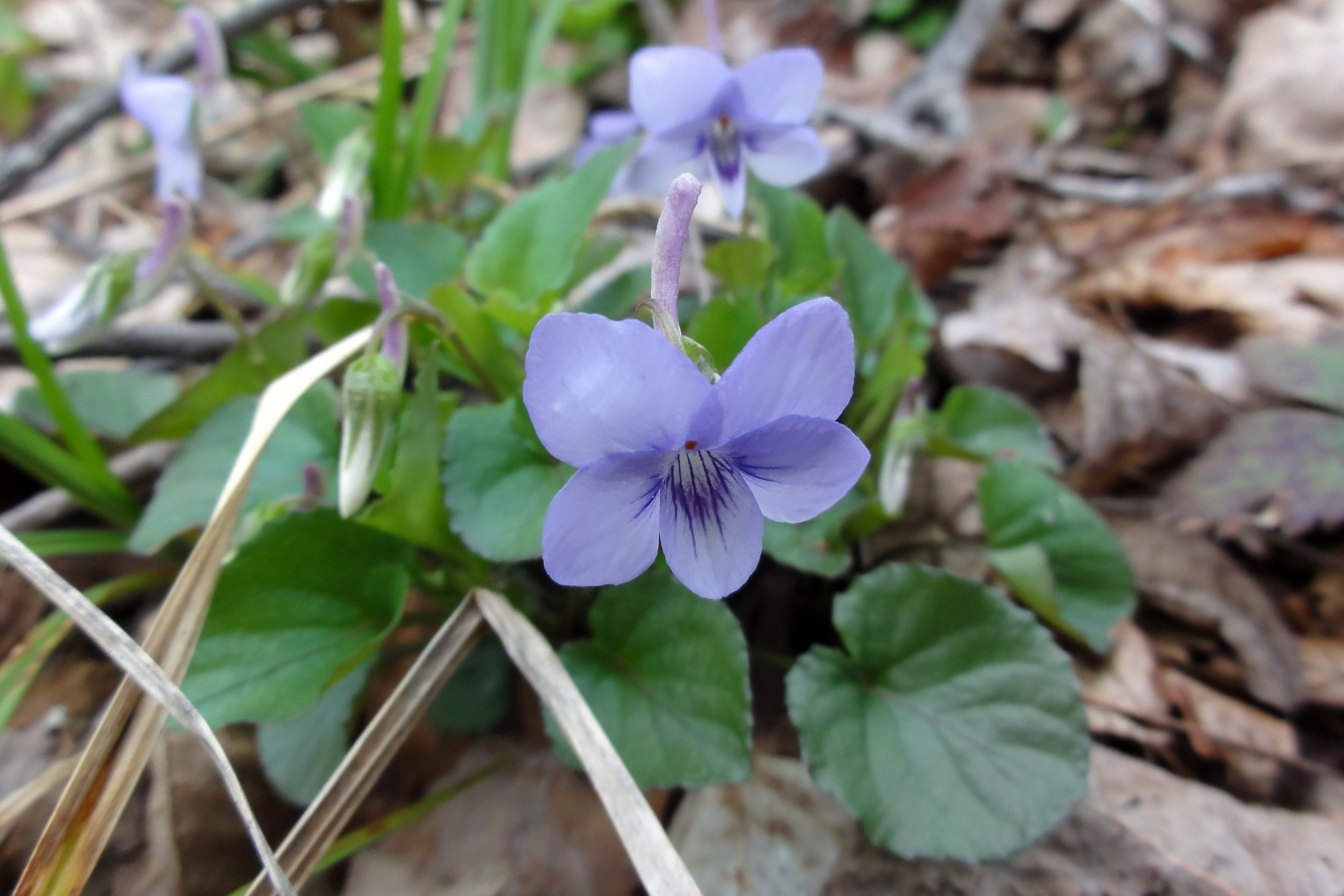
アメリカ合衆国ニューヨーク州オノンダガ郡に分布するナガハシスミレ

日本では、北海道南部と本州の島根県までの主に日本海側に分布する。太平洋側にも所々に飛んで分布している。飛騨山脈では、標高1,500 m付近にミヤマナガハシスミレの品種として生育している。
主に低山地の乾燥気味の落葉樹林下、林縁、道端の木陰に生育し、崩壊地にも積極的に進出する。ミヤマナガハシスミレは飛騨山脈北部の蛇紋岩地に生育する。非常に長い距であるとこから、昆虫の中でもとりわけ長い口をもつビロウドツリアブなどが吸蜜に訪れる。花を訪れた昆虫の記録例としてはギフチョウとヒメギフチョウがあるが、新潟県の角田山での調査報告では花を訪れた訪問昆虫の割合はビロウドツリアブが75 パーセント、単独性ハナバチの20 パーセントであった。ビロウドツリアブが花を訪問する際には、花弁に留まり翅を止めて2-3 秒吸蜜する行動が観察されている。

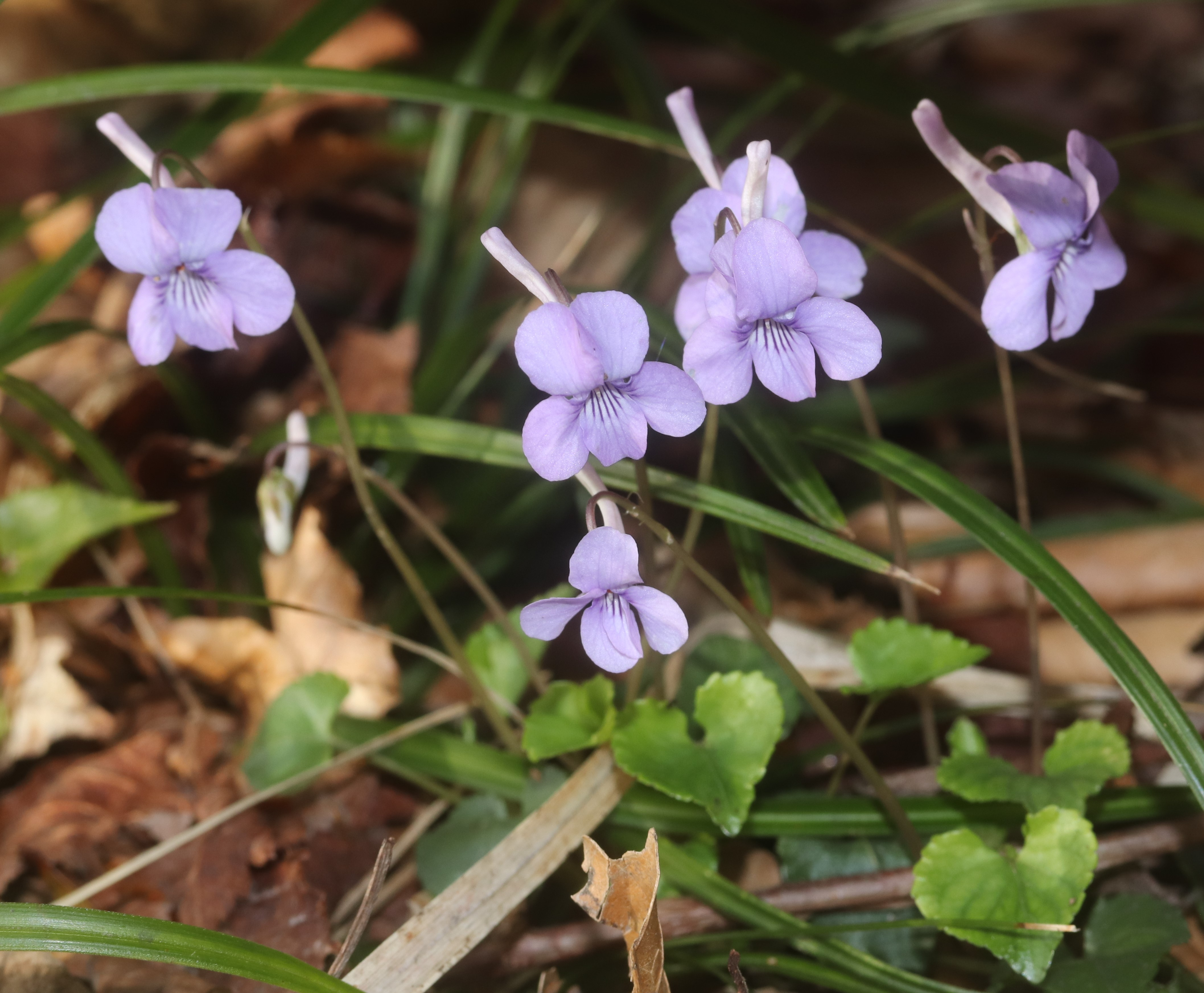
低山地の落葉樹林下に生育するナガハシスミレ
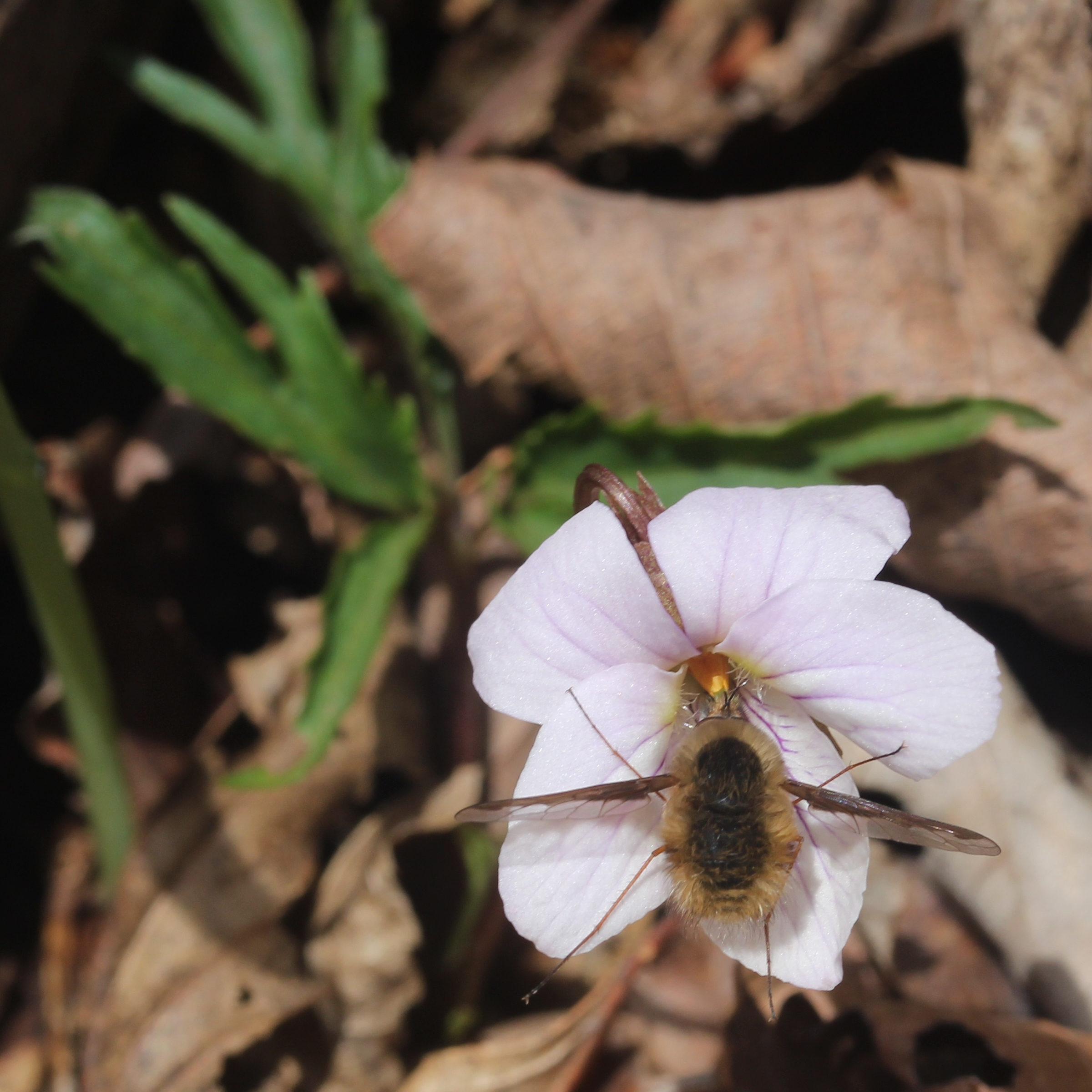
エイザンスミレを吸蜜中のビロウドツリアブ 長い距をもつナガハシスミレにも長い口をもつビロウドツリアブなどが吸蜜に訪れる

## 分類
タチツボスミレ類に分類される。日本産のものを北米産の亜種（学名：Viola rostrata Pursh subsp. japonica W.Becker et H.Boissieu ナガハシスミレ）として扱う見解や、その変種（学名：Viola rostrata Pursh var. japonica (W.Becker et H.Boissieu) Ohwi）として扱う見解、別種とする見解がある。
以下の品種が知られている。
- ミヤマナガハシスミレ（深山長嘴菫、学名：Viola rostrata Pursh subsp. japonica W.Becker et H.Boissieu f. alpina E.Hama[15]） - 飛騨山脈北部の標高1,500 m付近の蛇紋岩の地帯に生育する[8]。小型で茎を伸ばさず、全体に色が濃いものが多い[8]。葉の表面は暗緑色で、裏面は紫色を帯びる[8]。崩壊地に生育する小型のものは葉の光沢が強くアワガタケスミレに似るが、アワガタケスミレのような葉の基部が切形にならず、明確に心形となる[8]。花はナガハシスミレよりも色が濃い[8]。
- シラユキナガハシスミレ（白雪長嘴菫、学名：Viola rostrata Pursh subsp. japonica W.Becker et H.Boissieu f. albiflora Y.Ueno[16]） - 白花の品種、オトメスミレのように距に紫色が残るものもある[8]。

テリハタチツボスミレとの雑種であるテリハナガハシスミレ（照葉立壺菫、学名：Viola faurieana W.Becker x V. rostrata Pursh subsp. japonica W.Becker et H.Boissieu）が知られている。岩手県ではマキノスミレとの交雑種である新雑種が確認されている。

## 種の保全状況評価
日本では国レベルの環境省によるレッドリストの指定はないが、以下の都道府県でレッドリストの指定を受けている。氷ノ山後山那岐山国定公園と山陰海岸国立公園で指定植物の1つに選定されている。
- 絶滅危惧IA類 - 東京都南多摩[21]、徳島県[22]
- 絶滅危惧IB類 - 茨城県[23]
- 危急種 - 北海道[24]
- 分布上希少な雑種（テリハナガハシスミレ） - 秋田県[25]

## 脚注

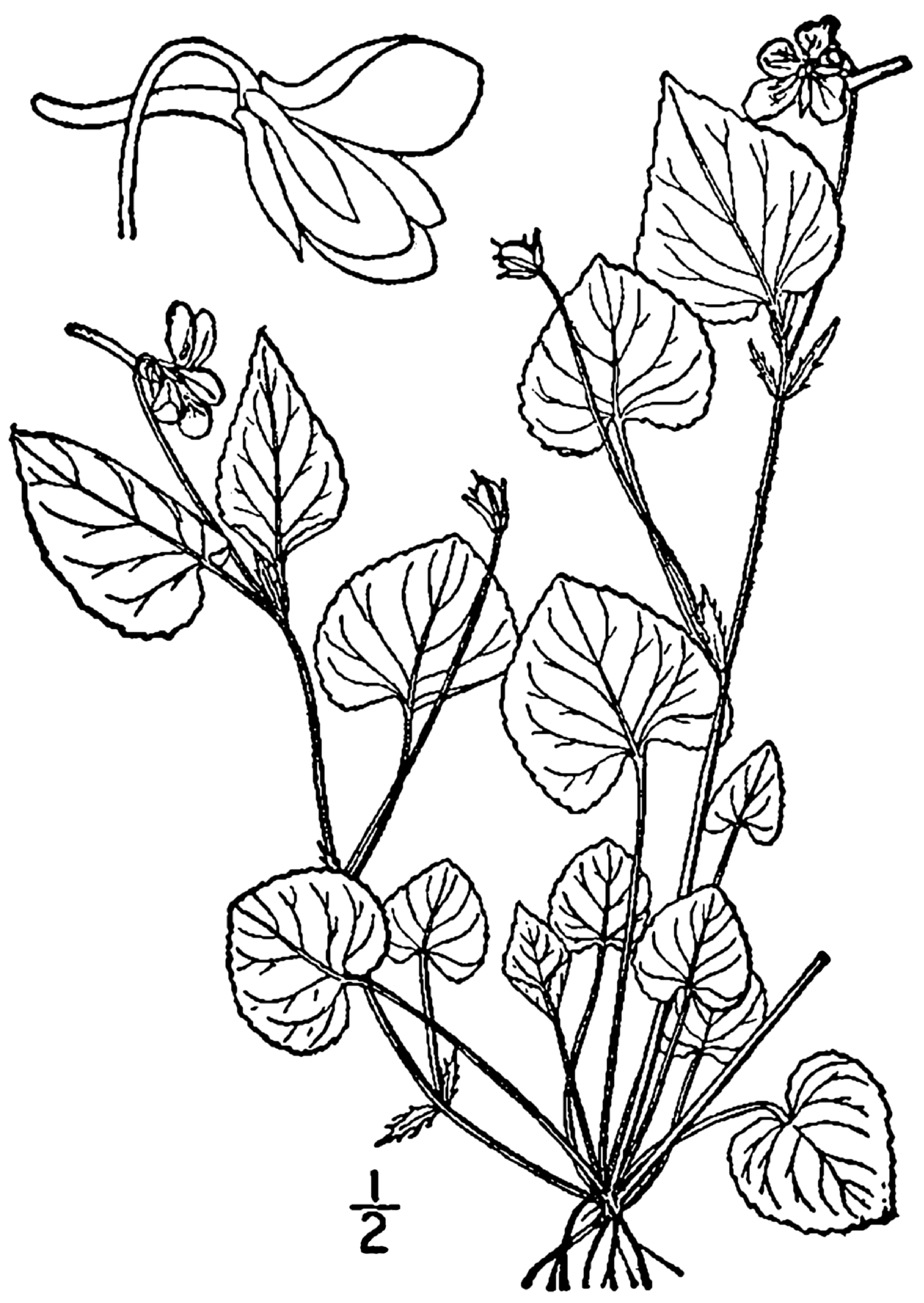
ナガハシスミレのイラスト